# Саули, Аннели
А́ннели Са́ули, в Германии известна как Анн Са́во (фин. Anneli Sauli, нем. Ann Savo; 6 августа 1932, Пюхяйоки, Оулу — 15 марта 2022, Хельсинки) — финская киноактриса. Впервые начала сниматься в начале 1950-х годов. Первые два фильма — «Мы ещё вернёмся» (в котором также играли Тапио Раутаваара, Сиири Ангеркоски, Аку Корхонен, Маса Ниеми и Туйя Халонен-Лохикоски), и «Молочница Хилья» (с Тауно Пало), оба — 1953 года.
Начиная с конца 1950-х стала сниматься также и в Германии (Unruhige Nacht, 1958). Всего Саули снялась в более чем 40 фильмах как в Финляндии, так и в Германии. В 2002 году сыграла в фильме Аки Каурисмяки «Человек без прошлого».
Кроме того, участвовала в телепрограммах, например Hovimäki (1999—2000) (TV2) и Käenpesä (2004—2006) (MTV3).
В 1971—1996 годах работала в городском театре Йоэнсуу.
В 1993 году вышла книга мемуаров «Моя жизнь принадлежит мне», написанная Саули в соавторстве с журналисткой и писательницей Туулой-Лииной Варис.
В 2007 году приняла участие в парламентских выборах в Финляндии от Коммунистической партии Финляндии, однако избрана не была, получив 272 голоса.
Скончалась 15 марта 2022 года.

## Фильмография
- Мы ещё вернёмся (1953)
- Молочница Хилья (1953)
- Я играю тебе вечером (1954)
- Пекка и Пяткя по следам снежного человека (1954)
- Два старых дровосека (1954)
- Kukonlaulusta kukonlauluun (1955)
- Прекрасная Каарина (1955)
- В каждом человеке (1956)
- Крест и огонь (1957)
- 1918 (1957)
- Мириам (1957)
- Unruhige Nacht (1958)
- Перекрёсток двух лыжней (1958)
- Autuas eversti (1958)
- Ei ruumiita makuuhuoneeseen (1959)
- Zurück aus dem Weltall (1959)
- Salem Aleikum (1959)
- Weit ist der Weg (1960)
- Frau Warrens Gewerbe (1960)
- Lumisten metsien tyttö (1960)
- Мёртвые глаза Лондона (1961)
- Das Mädchen und der Staatsanwalt (1962)
- Frauenarzt Dr. Sibelius (1962)
- Das Testament des Dr. Mabuse (1962)
- Der Hexer (1964)
- Raportti eli balladi laivatytöistä (1964)
- Экс-Барон (1964)
- Das Siebente Opfer (1964)
- Ein Ferienbett mit 100 PS (1965)
- Onnenpeli (1965)
- Käpy selän alla (1966)
- Äl yli päästä perhanaa (1968)
- Baltutlämningen (1970)
- Petos (1988)
- Armon aika (1998)
- Polkupyörällä ajaminen on tärkeää (1999)
- Kunniavelka (2002)
- Человек без прошлого (2002)